# Zsaruvér és Csigavér I.: A királyné nyakéke
A Zsaruvér és Csigavér 1.: A királyné nyakéke 2001-ben bemutatott magyar akcióvígjáték. A híres Ötvös Csöpi főszereplésével készült sorozat ötödik része.

## Történet
Ötvös Csöpi és Kardos doktor, a két régi harcostárs ismét egymásra talál. Ezúttal is a Balatonnál zajlik a történet: az északi parton ékszerrablók nyomába erednek, akik magukat filmstábnak álcázva akarják elrabolni a füredi ékszerboltból a Királyné nyakékét. Ötvös és Kardos azonnal akcióba lép, hogy elkapják a bűnözőket. A korábbi felállás most csinos rendőrlányokkal egészül ki , akik Csöpihez hasonlóan kitűnő bunyósok.

## Szereplők
- Bujtor István (Ötvös Csöpi)
- Kern András (Kardos doktor)
- Kállai Ferenc (Havilúd)
- Zenthe Ferenc (Záray István, az államtitkár tanácsadója)
- Gór Nagy Mária (Mária, főhadnagy)
- Schwimmer János (Dugó)
- Sáfár Anikó (Wágner Helga)
- Psota Irén (Lukrécia)
- Bessenyei Ferenc (Öreg színész)
- Ullmann Mónika (Rendőrlány)
- Köllő Babett (Panni)
- Fekete Linda (Rendőrlány)
- Karácsonyi Melinda (Rendőrlány)
- Milka Julianna (Rendőrlány)
- Szántó Szandra (Rendőrlány)
- Rák Kati (Mariska bárónő)
- Kari Györgyi (Madame)
- Kocsis György (Rendőr)
- Tuza Bálint (Szabó Géza Béla, államtitkár)
- Koppány Zoltán (Szakács)
- Szilágyi István (Ékszerész)
- Maszlay István (Kálló Ferenc)
- Szoboszlai Sándor (Zamoreczky)
- Balla Ica (Zamoreczkyné)
- Nagy Balázs (Varga Richárd)
- Posonyi Takács László (Muki)
- Molnár Judit (Gizi)
- Janisch Éva (Molnár Irén)
- Dósa Zsuzsanna (Kovács Réka)
- Ungvári István (gengszter)
- Vándor Attila (ékszerrabló)
- Borbás Erika (Nő a hostess képzőben)
- Csomor Ágnes (Recepciós Pécselyen)
- Márton István (Szalmakalapos turista Dugó mellett)
- Turek Miklós

## Érdekesség
- A korábbi négy filmmel (A Pogány Madonna; Csak semmi pánik; Az elvarázsolt dollár; Hamis a baba) ellentétben a Zsaruvér és Csigavér(ek) már nem mozifilmként, hanem tévéfilmként készült(ek).
- A Zsaruvér és Csigavér eredetileg 6 részes lett volna, de csak 3 részt sikerült elkészíteni.